# Lycodon subcinctus
Lycodon subcinctus är en ormart som beskrevs av Boie 1827. Lycodon subcinctus ingår i släktet Lycodon och familjen snokar.
Denna orm förekommer i Sydostasien från södra Kina och Myanmar över Malackahalvön till Borneo, Sumatra, Java och Flores. Arten lever i låglandet och i bergstrakter upp till 1800 meter över havet. Habitatet varierar mellan skogar och odlingsmark med träd. Individerna rör sig på marken och klättrar i växtligheten. Honor lägger ägg.
För beståndet är inga hot kända. I några delar av utbredningsområdet är Lycodon subcinctus talrik. IUCN kategoriserar arten globalt som livskraftig.

## Underarter
Arten delas in i följande underarter:
- L. s. subcinctus
- L. s. maculatus
- L. s. sealei